# Criterio di Nyquist

Diagramma di Nyquist di

In teoria dei sistemi il criterio di stabilità di Nyquist è una tecnica grafica che determina la stabilità asintotica di un sistema dinamico in retroazione. Fu formulato nel 1932 da Harry Nyquist. Il criterio di Nyquist è largamente usato, per progettare e analizzare sistemi con feedback, in elettronica e in ingegneria dell'automazione, nonché in altri campi.
Poiché si basa esclusivamente sul diagramma di Nyquist dei sistemi ad anello aperto, può essere applicato senza dover calcolare esplicitamente i poli e gli zeri del sistema ad anello chiuso o di quello ad anello aperto (è necessario però sapere il numero poli e zeri nel semipiano destro). Di conseguenza, può essere applicato a sistemi definiti da funzioni non razionali, come sistemi con ritardi. In contrasto con i diagrammi di Bode, esso può considerare sistemi descritti da funzioni di trasferimento con singolarità nel semipiano destro (con parte reale positiva). Inoltre, si può generalizzare facilmente a sistemi con multipli ingressi e multiple uscite, come il sistema di controllo di un aereo.
Sebbene sia uno dei criteri più generali, è tuttavia limitato a sistemi lineari tempo-invarianti (LTI, anche detti sistemi dinamici lineari stazionari).

## Il diagramma di Nyquist

Un diagramma di Nyquist, con la parte reale della funzione di trasferimento ad anello aperto sulle x e la parte immaginaria sulle y. Sebbene le frequenze non siano indicate nella curva, si può dedurre che il punto a frequenza nulla sia sulla destra. e che la curva faccia una spirale verso l'origine per le alte frequenze. Questo perché il guadagno a frequenza nulla deve essere puramente reale (sull'asse x) e tipicamente non nullo, mentre molti processi fisici hanno delle caratteristiche da passa basso, quindi la risposta ad alta frequenza è nulla.

Con diagramma di Nyquist si intende una particolare rappresentazione grafica della funzione di trasferimento di un sistema dinamico lineare stazionario. È un grafico utile nell'analisi dei sistemi di controllo retroazionati, specificatamente in relazione alla verifica della stabilità.
La rappresentazione avviene su un grafico in coordinate polari in cui sono disegnati la parte immaginaria (sull'asse y) e quella reale (sull'asse x) della funzione di trasferimento al variare della pulsazione o frequenza angolare ω. Questo diagramma utilizza un solo piano di riferimento, al contrario del diagramma di Bode che rappresenta modulo e la fase in funzione di ω in due distinti piani cartesiani.
La stabilità di un sistema ad anello chiuso con feedback negativo è determinata applicando il criterio di Nyquist al diagramma di Nyquist del sistema ad anello aperto (ovvero il sistema senza il ramo di feedback). Questo metodo è facilmente applicabile anche per sistemi con ritardi o funzioni di trasferimento non razionali fratte, che potrebbero essere difficili da analizzare con altri metodi. La stabilità è determinata dal numero di giri del diagramma intorno al punto sul piano complesso (−1,0). La gamma di guadagni con la quale il sistema rimane stabile può essere determinata guardando le intersezioni con l'asse reale.
Il diagramma di Nyquist può fornire alcune informazioni riguardanti la forma della funzione di trasferimento. Ad esempio, fornisce informazione sulla differenza tra il numero di zeri e di poli della funzione di trasferimento dall'angolo al quale la curva si avvicina all'origine.

## Contesto
Consideriamo un sistema con funzione di trasferimento ad anello aperto (FTAA, o in inglese OLTF) {\displaystyle G(s)}; quando viene inserito un anello chiuso con feedback negativo {\displaystyle H(s)}, la funzione di trasferimento ad anello chiuso (FTAC, o in inglese CLTF) diventa  {\displaystyle {\frac {G}{1+GH}}}. 
La stabilità può essere determinata esaminando le radici del polinomio {\displaystyle 1+GH}, ad esempio usando il criterio di Routh-Hurwitz, ma questo metodo è laborioso. Si può ottenere la stessa informazione tramite il criterio di Nyquist, analizzando il diagramma di Bode o il diagramma polare della FTAA di {\displaystyle GH(s)} nel modo seguente.
Una qualsiasi funzione di trasferimento {\displaystyle {\mathcal {T}}(s)} sul dominio di Laplace è una funzione razionale fratta:
{\displaystyle {\mathcal {T}}(s)={\frac {N(s)}{D(s)}}.}
Le radici di  {\displaystyle N(s)} sono gli zeri di {\displaystyle {\mathcal {T}}(s)}, e le radici di {\displaystyle D(s)} sono i poli di {\displaystyle {\mathcal {T}}(s)}. I poli di  {\displaystyle {\mathcal {T}}(s)} sono anche le radici dell'equazione caratteristica {\displaystyle D(s)=0}.
La stabilità di {\displaystyle {\mathcal {T}}(s)} è determinata dai valori dei suoi poli: per avere stabilità, la parte reale di tutti i poli deve essere negativa. Se {\displaystyle {\mathcal {T}}(s)} è formata chiudendo un anello di feedback negativo intorno alla funzione di trasferimento ad anello aperto {\displaystyle GH(s)={\frac {A(s)}{B(s)}}}, allora le radici dell'equazione caratteristica sono anche gli zeri di {\displaystyle 1+GH(s)}, o semplicemente le radici di {\displaystyle A(s)+B(s)=0}.

## Il criterio
Per prima cosa costruiamo il cammino di Nyquist, che racchiude il semipiano destro del piano complesso (right-half plane, RHP):
- un percorso sull'asse {\displaystyle j\omega }, da {\displaystyle 0-j\infty } a {\displaystyle 0+j\infty }.
- un arco semicircolare con raggio {\displaystyle r\to \infty }, che inizia a {\displaystyle (0;+j\infty )} e corre in senso orario fino a {\displaystyle (0;-j\infty )}.

Il cammino (o contorno) di Nyquist valutato sulla funzione {\displaystyle 1+G(s)} restituisce il diagramma di {\displaystyle 1+G(s)} nel piano complesso. Per il principio dell'argomento, il numero di giri orari attorno all'origine deve essere pari al numero di zeri di {\displaystyle 1+G(s)} nel semipiano complesso destro meno il numero di poli di {\displaystyle 1+G(s)} nella stessa metà del piano. Se invece il contorno è valutato sulla FTAA {\displaystyle G(s)}, il risultato è il diagramma di Nyquist di {\displaystyle G(s)}. Contando i giri attorno a -1 del cammino risultante, troviamo la differenza tra il numero di zeri e di poli nel semipiano destro complesso di {\displaystyle 1+G(s)}. Ricordando che gli zeri di {\displaystyle 1+G(s)} sono i poli del sistema ad anello chiuso, e notando che i poli di {\displaystyle 1+G(s)} sono uguali ai poli di {\displaystyle G(s)}, possiamo enunciare il criterio di Nyquist:
Dato un cammino di Nyquist {\displaystyle \Gamma _{s}}, sia {\displaystyle P} il numero di poli di {\displaystyle G(s)} racchiusi da {\displaystyle \Gamma _{s}}, e sia {\displaystyle Z} il numero di zeri di {\displaystyle 1+G(s)} racchiusi da {\displaystyle \Gamma _{s}}.  Alternativamente, e soprattutto, visto che {\displaystyle Z} è il numero di poli del sistema ad anello chiuso nel semipiano destro, e {\displaystyle P} è il numero di poli nel semipiano destro della funzione ad anello aperto {\displaystyle G(s)}, il conseguente cammino nel piano-{\displaystyle G(s)}, {\displaystyle \Gamma _{G(s)}} girerà attorno (in senso orario) al punto {\displaystyle (-1+j0)} {\displaystyle N} volte tali che {\displaystyle N=Z-P}.
Se in origine il sistema ad anello aperto è instabile, è necessario un feedback per stabilizzare il sistema. I poli del semipiano destro rappresentano quella instabilità. Per la stabilità in anello chiuso del sistema, il numero di radici nella metà destra del piano complesso deve essere zero. Pertanto, il numero di giri in senso antiorario intorno a {\displaystyle -1+j0} deve essere uguale al numero di poli ad anello aperto nel semipiano destro. Un numero non nullo di giri in senso orario attorno al punto critico della risposta del sistema ad anello aperto significa che il sistema risulterebbe instabile se si chiudesse l'anello (usare gli zeri del semipiano destro per "semplificare" i poli non rimuove l'instabilità, ma al contrario assicura che il sistema rimanga instabile anche in presenza di feedback, dato che le radici ad anello chiuso corrono tra i poli e gli zeri ad anello aperto in presenza di feedback. Infatti, gli zeri nel semipiano destro possono rendere non osservabile il polo instabile e quindi non stabilizzabile con il feedback).